# Bassus azygos
Bassus azygos är en stekelart som först beskrevs av Henry Lorenz Viereck 1905.  Bassus azygos ingår i släktet Bassus och familjen bracksteklar. Inga underarter finns listade.